# Midnight Sunshine
Midnight Sunshine är ett studioalbum från 1984 av Kikki Danielsson, och hennes första album helt på ett och samma språk, engelska. Hon åkte från Sverige till Nashville för att spela in albumet i the Star Gem Studio. Albumet nådde också den svenska albumlistan, med en 24:e plats den 28 september 1984 som bästa placering där. Albumet återutgavs på CD 1995.
Albumet producerades av Andy di Martino.
Albumet blev en stor framgång för Kikki Danielsson i USA, och hon utsågs till hedersmedborgare i Nashville. Fler album där var på gång, men vidare produktioner uteblev efter att producenten avlidit.

## Låtlista

### Sida A
| Nr | Titel                           | Låtskrivare                            | Längd |
| -- | ------------------------------- | -------------------------------------- | ----- |
| 1. | "Wasn't that Love"              | Mitch Johnson                          | 2.21  |
| 2. | "Undercover Lovers"             | Paul Hotchkiss, S. Johnson             | 2.50  |
| 3. | "Somebody Else Will"            | Anders Glenmark, Thomas Minor Hayes    | 3.14  |
| 4. | "Fallin in Love, Fallin' Apart" | Mitch Johnson, Harry Shannon           | 3.24  |
| 5. | "Waltz in Love Tonight"         | Tom Davey, Johnny Macrae, Bob Morrison | 2.56  |
| 6. | "Don't Slam the Door"           | Anders Glenmark, Thomas Minor          | 3.15  |

### Sida B
| Nr  | Titel                          | Låtskrivare                  | Längd |
| --- | ------------------------------ | ---------------------------- | ----- |
| 7.  | "Midnight Sunshine"            | Jim Dowell, Mitch Johnson    | ?     |
| 8.  | "Everyday People"              | Max Barnes, Troy Seals       | ?     |
| 9.  | "If I Ever Fall in Love Again" | B. Clifford, Robert di Piero | ?     |
| 10. | "Babe in Arms"                 | Ed Bruce, Ron Peterson       | ?     |
| 11. | "The Star"                     | Lee Arnold Bach              | 2.40  |
| 12. | "Totally in Love with You"     | Charlie Black, Tommy Rocco   | ?     |

## Medverkande musiker
- Stu Basore - Steelguitar
- Haywood Bishop - Trummor
- Kikki Danielsson - Sång
- Leo Jackson - Gitarr
- Mike Leech - Elbas
- Roger Morris - Klaviatur

## Listplaceringar
| Lista (1984) | Topplacering                |
| ------------ | --------------------------- |
| Sverige      | Sverige (Sverigetopplistan) |